# 2035
L'any 2035 (MMXXXV) serà un any comú que començarà en dilluns segons el calendari gregorià, l'any 2035 de l'era comuna (CE) i Anno Domini (AD), el 35è any del 3r mil·lenni, el 35è any del segle xxi, i el 6è any de la dècada dels 2030.

## Efemèrides
- 1 de gener: al Japó, es compleixen 100 anys de la fundació del moviment Sekai kyusei kyo.
- 26 de gener — 28 de febrer: 40è aniversari de la Guerra del Cenepa.
- 18 de gener: Es compleixen 500 anys de la fundació de la ciutat de Lima, capital de la República del Perú
- 12 de març: Es compleixen 500 anys de la fundació de Portoviejo.
- 25 de juliol: Es compleixen 500 anys de la fundació de Guayaquil.
- 19 de setembre: 
  - 18è aniversari del Terratrèmol de pobla de 2017.
  - 50è aniversari del Terratrèmol de Mèxic de 1985.
- 1 d'octubre: 
  - a Guayaquil (Equador), es compleixen 100 anys del naixement del cantant Julio Jaramillo.
  - 17è aniversari del referèndum de l'1 d'octubre
- 12 de desembre: setantè aniversari de RTS a Equador
- 17 de desembre: a Maracay (Veneçuela), es compleixen 100 anys de la mort del president Juan Vicente Gómez

## Esdeveniments

### Gener
- 8 de gener: l'element proper 2002 AI1 faria una aproximació tancada a la Terra.

## Naixements
Països Catalans
Resta del món

## Necrològiques
Països Catalans
Resta del món